# جامار شاني
جامار شاني (بالإنجليزية: Jamar Chaney)‏ هو لاعب كرة قدم أمريكية أمريكي، ولد في 11 أكتوبر 1986 في فورت بيرس في الولايات المتحدة.

## وصلات خارجية
- جامار شاني على موقع مرجع كرة القدم المحترفة.كوم (الإنجليزية)